# Великоцвілянська сільська рада
Великоцвіля́нська сільська́ ра́да — колишня адміністративно-територіальна одиниця та орган місцевого самоврядування в Городницькому і Ємільчинському районах Волинської й Коростенської округ, Київської і Житомирської областей УРСР та України з адміністративним центром у с. Велика Цвіля.

## Населені пункти
Сільській раді були підпорядковані населені пункти:
- с. Велика Цвіля
- с. Болярка
- с. Лісове
- с. Осова
- с. Рогівка

## Населення
Кількість населення ради, станом на 1923 рік, становила 1 800 осіб, кількість дворів — 261.
Відповідно до результатів перепису населення СРСР, кількість населення ради, станом на 12 січня 1989 року, становила 1 550 осіб.
Станом на 5 грудня 2001 року, відповідно до перепису населення України, кількість мешканців сільської ради становила 1 231 особу.

## Склад ради
Рада складалася з 16 депутатів та голови.

## Керівний склад сільської ради
| ПІБ                             | Основні відомості | Дата обрання | Дата звільнення |
| ------------------------------- | --- | ------------ | --------------- |
| Жилюк Григорій Романович        | Сільський голова, 1953 року народження, освіта                                                                           | 26.03.2006   | 31.10.2010      |
| Лакійчук Світлана Володимирівна | Сільський голова, 1975 року народження, освіта середня спеціальна, член Соціал-демократичної партії України (об'єднаної) | 20.01.2012   |                 |

Примітка: таблиця складена за даними джерела

## Історія
Створена 1923 року в складі с. Велика Цвіля та хуторів Замлиння, Чорне Сербівської волості Новоград-Волинського повіту Волинської губернії. Станом на 1 жовтня 1941 року на обліку значиться х. Майдан; х. Замлиння не перебуває на обліку населених пунктів.
Станом на 1 вересня 1946 року сільрада входила до складу Городницького району Житомирської області, на обліку в раді перебували с. Велика Цвіля та х. Дзержинськ (раніше — Чорне).
10 лютого 1952 року в складі ради значиться х. Майдан, після 1954 року — відсутній в обліку населених пунктів. 11 серпня 1954 року до складу ради приєднано села Ілляшівка, Осова та х. Білошиці ліквідованих Ілляшівської та Осовської сільських рад Городницького району. 29 квітня 1958 року с. Ілляшівка відійшла до складу Тайківської сільської ради Ємільчинського району Житомирської області.
Станом на 1 січня 1972 року сільрада входила до складу Ємільчинського району Житомирської області, на обліку в раді перебували села Велика Цвіля, Дзержинськ та Осова.
14 квітня 1986 року до складу ради увійшли села Болярка та Рогівка ліквідованої Болярської сільської ради Ємільчинського району.
Виключена з облікових даних 17 липня 2020 року. Територію та населені пункти, відповідно до розпорядження Кабінету Міністрів України № 711-р від 12 червня 2020 року «Про визначення адміністративних центрів та затвердження територій територіальних громад Житомирської області», включено до складу Ємільчинської селищної територіальної громади Новоград-Волинського району Житомирської області.
Входила до складу Городницького (7.03.1923 р.) та Ємільчинського (28.11.1957 р.) районів.

## Соціальна сфера
| Село         | Амбулаторії ЗПСМ | ФАПи | Школи | Дитсадки | Магазини |
| ------------ | ---------------- | ---- | ----- | -------- | -------- |
| Велика Цвіля | 1                |      | 1     | 1        | 3        |
| Болярка      |                  | 1    |       |          | 1        |
| Осова        |                  | 1    |       |          | 1        |
| Лісове       |                  |      |       |          |          |
| Рогівка      |                  |      |       |          |          |

Примітка: таблиця складена за даними джерела